# Сакмара (село)
Сакмара́ (рос. Сакмара) — село у складі Сакмарського району Оренбурзької області, Росія.

## Населення
Населення — 5030 осіб (2010; 4620 у 2002).
Національний склад (станом на 2002 рік):
- росіяни — 82 %